# 六盘水市二中“11·22”事件
六盘水市二中“11·22”事件是指2010年11月22日晚上发生在贵州省六盘水市第二中学的一起学生破坏食堂事件。事件造成食堂部分设施损毁，最后以校方收回食堂经营管理权稳定食堂饭菜价格，放弃追究相关学生责任告终。

## 背景
六盘水市二中食堂于2007年建成并投入使用，由个体老板出资修建及负责未来24年的经营。11月21日开始有学生发现食堂开水价格已经从每瓶7角上涨到1元，22日又发现每份饭菜的价格标准都上调了5角，面包和白饭的价格也上调。事发前夕，国务院恰好公布十六条措施稳定物价，明确提出应补贴学校食堂。据市二中学生称，他们不满学校两度提价（2009年9月食堂的饭菜价格曾上调过一次），并商量着晚上去砸食堂。当天有教职工也发现了部分学生在校园内张贴小字报，称当晚要到食堂讨说法。校方称曾对学生进行情绪疏导。

## 事件经过
据贵州六枝特区新闻办公室通报称，11月22日22时20分许，六盘水市二中部分学生因不满学校食堂涨价，晚自习下课后到食堂讨说法，陆续进入食堂的学生起哄、吵闹，有学生开始砸食堂桌椅。据《新闻晨报》报道，事件发生时，食堂聚集了上千名学生，几个情绪激动的学生先开始砸桌椅，然后其他学生纷纷效仿，十几分钟后，两个食堂便狼藉一片。22时40分，警察闻讯赶到学校，维持秩序、疏导学生。

## 结果
事件中没有人员伤亡，食堂门窗及部分设施受到损坏。23日零时30分，六枝特区行政人员召开会议商讨解决方案。校方连夜搭建了供应学生用餐的临时食堂。校长樊国庆称即日起收回学校大食堂的经营管理权，并由学校直接派人管理，以降低食堂成本。23日学校正常上课。25日，据校长办公室，被打砸后的食堂已基本清理和修复完毕，并可以投入使用，三餐均按正常价格供应。
11月24日，贵州省财政厅和教育厅联合下发了对各省属高校学生食堂进行临时补贴的文件，并于27日决定向省属普通高校、高等职业学校学生食堂下发1600万元专项临时补贴资金。随后多个省市都要求学生食堂不准涨价并提供一定的补贴。
校长樊国庆26日接受《新闻晨报》采访时称不会追究相关学生的任何责任。